# Ono San Pietro

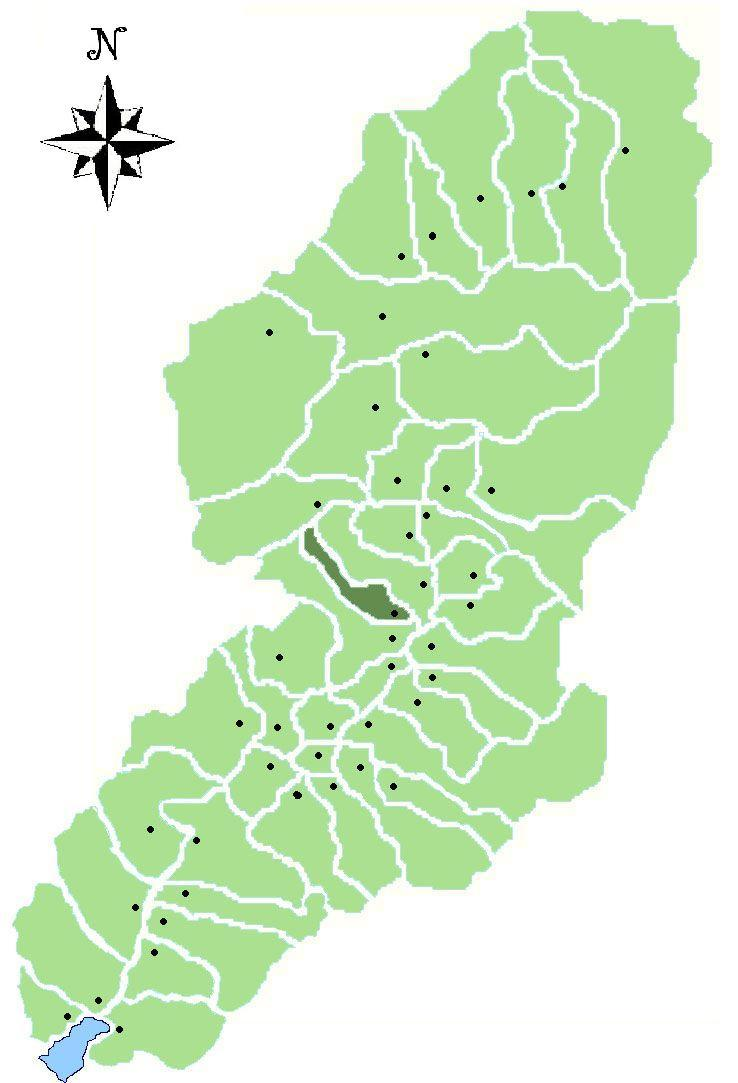
Ono San Pietro trong Valle Camonica

Ono San Pietro (Dò trong phương ngữ Camunia) là một đô thị ở tỉnh Brescia, vùng Lombardia của Ý.
Ôn San Pietro giáp các đô thị Capo di Ponte, Cerveno, Ceto, Paisco Loveno.
Đô thị này nằm ở gần thung lũng Camonica, dưới chân núi Concarena.